# Hyalella texana
Hyalella texana är en kräftdjursart som beskrevs av Stevenson och Peden 1973. Hyalella texana ingår i släktet Hyalella och familjen Hyalellidae. Inga underarter finns listade i Catalogue of Life.